# Orquesta Filarmónica Nacional de Varsovia

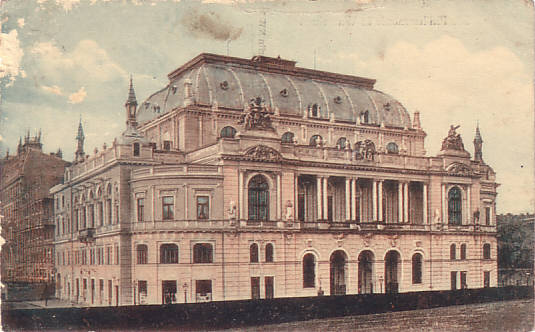
La sede de la Filarmónica de Varsovia en 1918. El edificio fue completamente destruido durante los bombardeos de la aviación nazi en 1939.

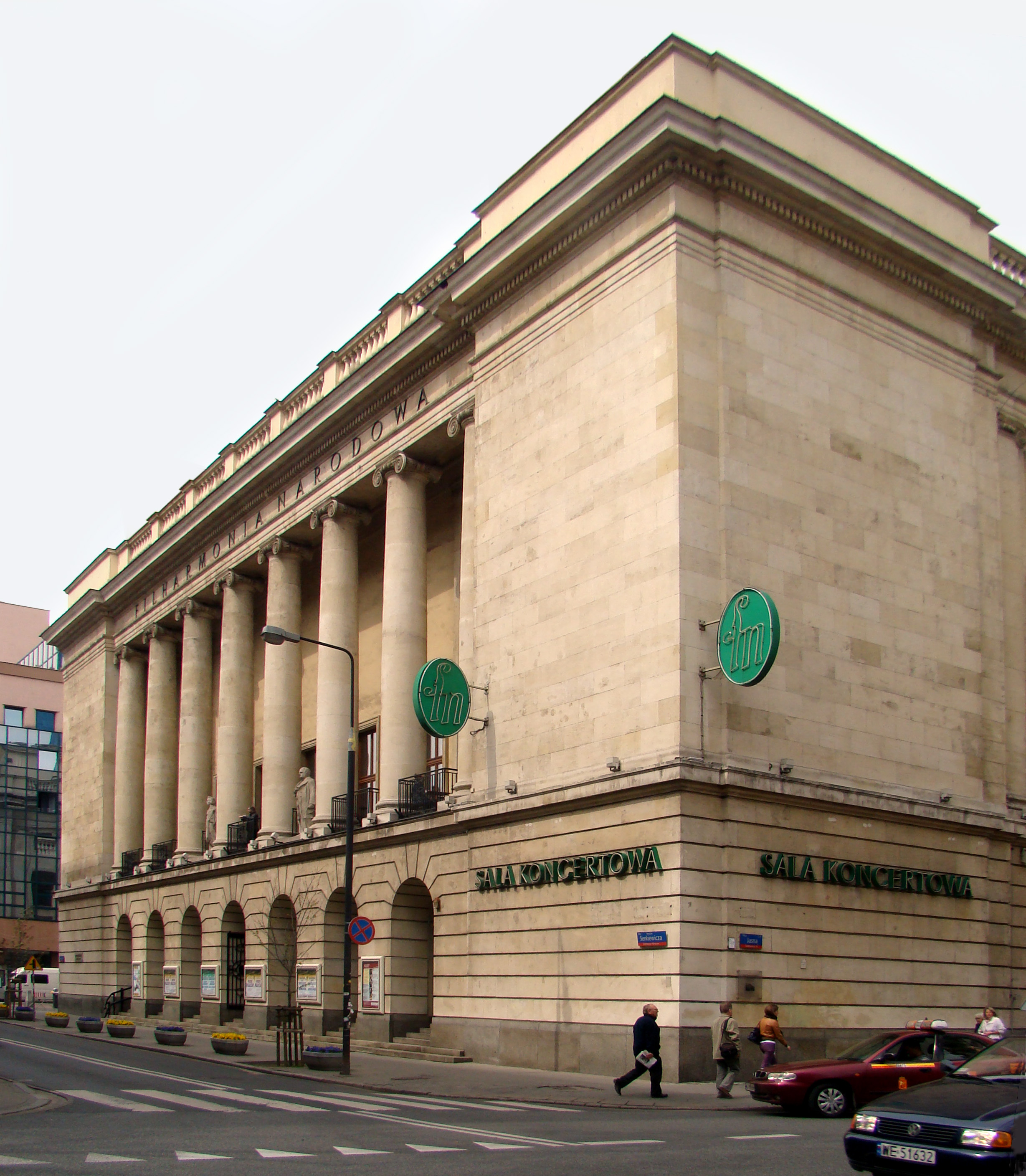
Sede actual de la Filarmónica de Varsovia. La columnata evoca la arquitectura del edificio anterior, destruido durante la Segunda Guerra Mundial.

La Orquesta Filarmónica Nacional de Varsovia (en polaco: Orkiestra Filharmonii Narodowej w Warszawie) es una orquesta sinfónica polaca, con sede en la ciudad de Varsovia.
Se fundó en 1901 como "Orquesta Filarmónica de Varsovia" y en 1955 añadió a su nombre el "Nacional" al ser declarada Orquesta Nacional de Polonia. Es una de las más antiguas instituciones musicales polacas aún en activo. Nació por iniciativa de un grupo de aristócratas y potentados polacos, amantes de la música. Entre 1901 y 1939, cuando estalló la Segunda Guerra Mundial tuvo una intensa actividad. Muchos compositores de prestigio la dirigieron e interpretaron sus propias obras: así lo hicieron Edvard Grieg, Arthur Honegger, Ruggero Leoncavallo, Serguéi Prokófiev, Serguéi Rajmáninov, Maurice Ravel, Camille Saint-Saëns, Richard Strauss e Ígor Stravinski. Entre otros grandes solistas, actuaron con la orquesta los pianistas polacos Ignacy Jan Paderewski y Arthur Rubinstein, los violinistas Jascha Heifetz y Pablo de Sarasate y el chelista Pau Casals.
La Orquesta Filarmónica Nacional acompaña a los solistas en la ronda final del Concurso Internacional de Piano Frédéric Chopin desde su primera celebración en 1927. También fue la orquesta que tocó en la sesiones inaugurales del Concurso Internacional de Violín Henryk Wieniawski (celebrado por primera vez en 1935) y del Festival Universal del Arte Polaco (en 1937). En el Festival de Otoño de Varsovia es asimismo la orquesta titular. Aparte, hace a menudo giras de conciertos por el extranjero.
La orquesta cesó sus actividades durante la Segunda Guerra Mundial. Murieron la mitad de sus componentes y su sede, una elegante sala diseñada  por Karol Kozłowski e inspirada en la Ópera Garnier de París, fue completamente destruido por los bombardeos nazis. En 1947 la orquesta reinició sus conciertos, pero su sede no fue reedificada hasta 1955, siguiendo las directrices arquitectónicas del realismo socialista. Cuando se inauguró el nuevo edificio de la Filarmónica, la orquesta recibió el título de Orquesta Nacional polaca.
Entre sus directores, fue muy importante la labor de Witold Rowicki para modernizar la orquesta e incorporar el repertorio polaco antiguo y moderno, representado en compositores como Chopin, Henryk Górecki o Witold Lutosławski.

## Grabaciones
Sus numerosas grabaciones discográficas han sido editadas por distintas compañías, como Polskie Nagrania Muza, Deutsche Grammophon, Decca Records, Philips, CD Accord o Naxos Records.
Sus grabaciones incluyen obras de autores polacos (Paderewski, Wieniawski, Karłowicz, Szymanowski, Penderecki, Lutosławski, Górecki, Kilar) y otros compositores extranjeros, entre los que destacan sus grabaciones de composiciones de Ludwig van Beethoven, Richard Strauss y Gustav Mahler. De este último, recibió excelentes críticas la grabación de Antoni Wit de la Sinfonía de los mil. 
La Filarmónica Nacional hizo la primera grabación mundial de obras como la Sinfonía n.º 7 Las siete puertas de Jerusalén de Penderecki y del Requiem, missa pro defunctis de Roman Maciejewski.
En 2013 un disco interpretado por la orquesta ganó el premio Grammy al mejor compendio de música clásica, por su grabación de distintas obras de Penderecki, con Antoni Wit como director y los solistas Urszula Janik (flauta), Jennifer Montone (trompa) y Elżbieta Stefańska (clave).

### Bandas sonoras
Entre otras películas, la Filarmónica Nacional ha tocado la banda sonora de Katyn (2007, película dirigida por Andrzej Wajda, con música de Krzysztof Penderecki), We Own the Night (James Gray, 2007, con música de Wojciech Kilar), Avalon (2001, con música de Kenji Kawai) o Battle Royale (Kinji Fukasaku,  2000, con música de Masamichi Amano).
La Orquesta Filármonica Nacional ha grabado la banda sonora de numerosas series japonesas de dibujos animados, como Origen: espíritus del pasado,Gankutsuō, Cowboy Bebop, Sōkyū no Fafner, Giant Robo (OVA), Aa! Megami-sama la película, Princess Nine, Tenkū no Escaflowne, Wolf's Rain, Hellsing, Sousei no Aquarion o Fullmetal AlchFullmetal Alchemist: Brotherhood.

### Videojuegos
También ha grabado la música de los videojuegos Ace Combat 5: The Unsung War (Namco), Phantasy Star Universe (de Sega, junto a la Orquesta Hollywood Session) o Final Fantasy XIII
(Square Enix).

## Lista de directores
- Emil Młynarski (1901-05)
- Zygmunt Noskowski (1906-08)
- Henryk Melcer-Szczawiński (1908-09)
- Grzegorz Fitelberg (1909-11)
- Zdzisław Birnbaum (1911-14, 1916-18)
- Roman Chojnacki (1918-38)
- Józef Ozimiński (1938-39)
- Olgierd Straszyński (1945-46)
- Andrzej Panufnik (1946-47)
- Jan Maklakiewicz (1947-48)
- Witold Rudziński (1948-49)
- Władysław Raczkowski (1949-50)
- Witold Rowicki (1950-55, 1958-77)
- Bohdan Wodiczko (1955-58)
- Kazimierz Kord (1977-2001), actual director honorario
- Antoni Wit (2002-2013)
- Jacek Kaspszyk (2013-2019)
- Andrzej Boreyko (2019-presente)